# La 2
La 2（ラ・ドス）はテレビシオン・エスパニョーラの主要チャンネル。日本におけるNHK Eテレに相当する。

## 概要
1966年11月15日開局。主な番組としてはドキュメンタリー番組やクラシック音楽、デスパレートな妻たち、LOST、ウィル&グレイス、シックス・フィート・アンダー、ヴェロニカ・マーズなどのアメリカのテレビドラマなど。